# 호산구

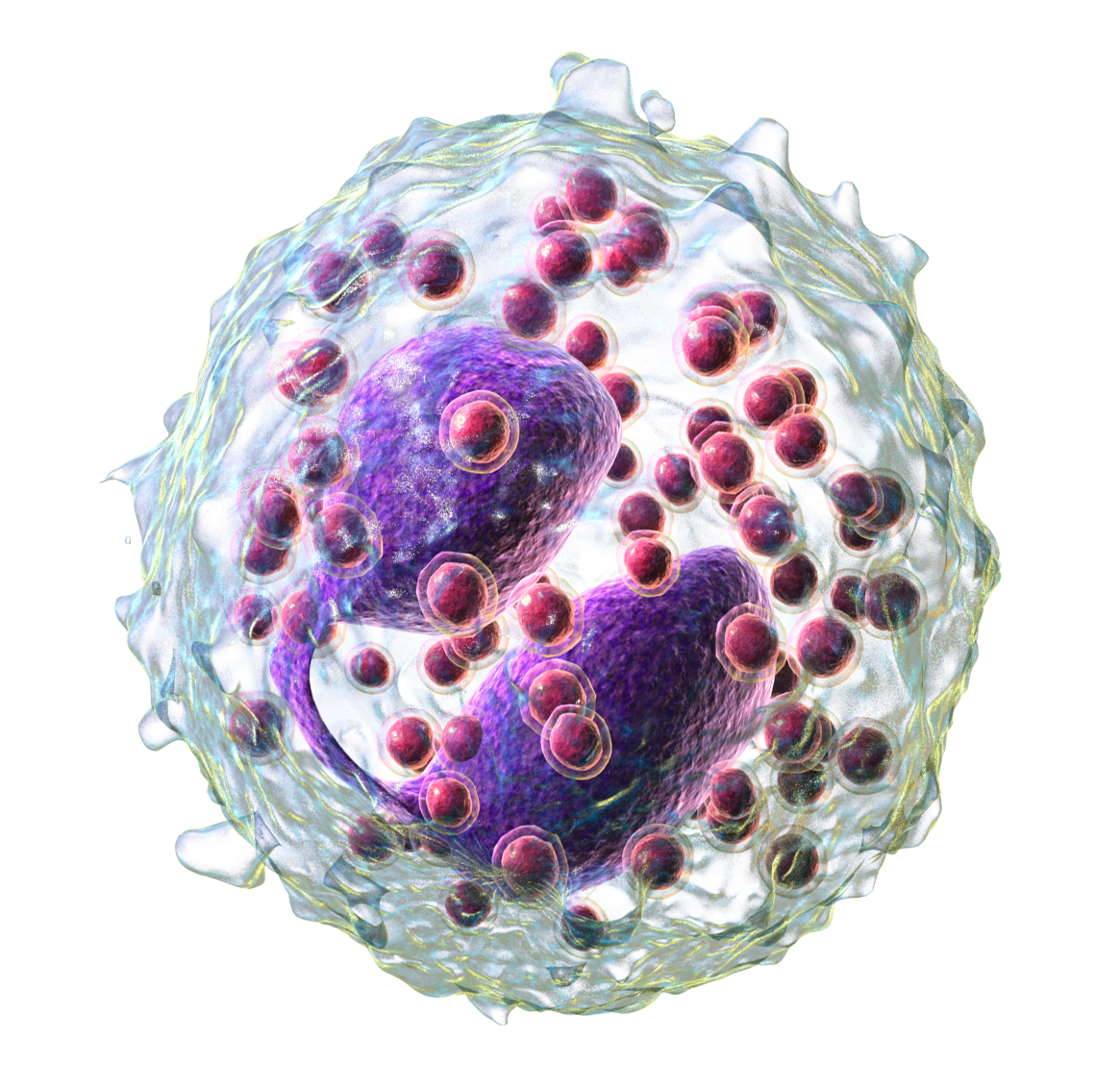

호산 과립백혈구(영어: eosinophil granulocyte, 호산 과립구(好酸 顆粒球)) 또는 호산구(好酸球, 영어: eosinophil)는 세포질에 호산성 과립을 가지고 있는 과립구성 백혈구의 일종이다. 직경은 약 9~10µm 정도로 적혈구보다 조금 크다. 핵은 연결된 두 개의 둥근 엽(lobe)으로 구성되어 있으며, 세포질은 H&E 염색에 붉은 색으로 염색되는 호산성 과립이 채워져 있다.
호산구는 알레르기 반응에 참여하는 주요 세포이며, 체내의 기생충에 대한 면역 반응을 일으키기도 한다.다만 평소에는 몸속에는 호산구는 몸속에 2퍼센트다.하지만 기생충이 친입하면 30퍼센트가 된다.

## 같이 보기
- 과립 백혈구
- 호염기 과립백혈구
- 중성구
- 사람 세포 유형 목록

1. ↑  대한의협 의학용어 사전 https://www.kmle.co.kr/search.php?Search=eosinophil+granulocyte&EbookTerminology=YES&DictAll=YES&DictAbbreviationAll=YES&DictDefAll=YES&DictNownuri=YES&DictWordNet=YES